# Gerlingen
Gerlingen è una città tedesca a nord ovest di Stoccarda, a una decina di chilometri dalla città di Ludwigsburg in Baden-Württemberg nel circondario di Ludwigsburg. Gerlingen confina con Stuttgart-Weilimdorf, Ditzingen e Leonberg.

## Geografia

### Posizione geografica
Gerlingen è il comune più meridionale nel circondario di Ludwigsburg ed è 336 metri sopra il livello del mare.

### Costituenza
La città di Gerlingen include lo Stadt Gerlingen, Stadtteile Gehenbühl e Schillerhöhe, Häuser Bopser, Forchenrain, Gerlinger Heide, Glemstal, Krummbachtal.

## Amministrazione

### Gemellaggi
- Gefell nello stato federale Turingia in Germania
- Tata nel Transdanubio Centrale in Ungheria, dal 1987
- Vesoul nella Borgogna-Franca Contea in Francia, dal 1964
- Seaham nella contea di Durtham in Inghilterra, dal 1988